# Andrew Chan (Bischof)

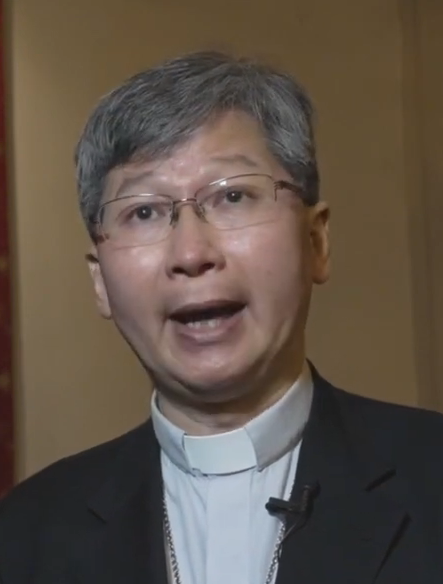
Andrew Chan (2022)

Andrew Chan Au-ming HonFEdUHK (chinesisch =陳謳明, Pinyin Chén Ōu Míng, Jyutping can4 au1 ming4, * 1962, Hongkong) ist der Archbishop of Hong Kong und Primas von Hong Kong Sheng Kung Hui, der anglikanischen Kirche von Hongkong. Er ist seit Januar 2021 im Amt und bereits seit März 2013 der Bischof der Anglican Diocese of Western Kowloon.

## Leben
Chan machte ursprünglich eine Ausbildung als Musiklehrer am Grantham College of Education und studierte auch noch an der University of Newcastle als Undergraduate. Dann unterzog er sich einem theologischen Training am Salisbury and Wells Theological College (1989–1991; heute Sarum College), wo er auch eine dauerhafte Verbindung mit Salisbury aufbaute. Er wurde 1991 zum Diakon und 1992 zum Priester geweiht. Er war dann Priest-in-Charge der Holy Spirit Church (Eastern Kowloon), Vicar von St. Luke’s Church und der erst chinesische Dean der St. John’s Cathedral. Er ergänzte seine Studien 2003 am Heythrop College, University of London, und erwarb einen Master of Arts in Pastoraltheologie (2004).
Außerdem wirkte er als Bishop’s Chaplain, Diocesan Secretary und Provincial Secretary. Bald nach der Inauguration der anglikanischen Kirchenprovinz Hong Kong and Macao, Sheng Kung Hui 1998, unterstützte er den Erzbischof Peter Kwong beim Aufbau einer eigenen Verwaltung des Provincial Office und schuf ein effektives Netzwerk zwischen Diözesan- und Missions-Büros um gegenseitige Unterstützung zwischen allen Bereichen der Kirche in Hongkong zu gewährleisten. Er setzte sich in der Kommunikation zwischen der Province of Hong Kong und Macao, Sheng Kung Hui und dem Büro der Provinzen der Globalen Anglican Communion ein. Später wurde er Dean der St John’s Cathedral im Mai 2005 und 2006 Canon.
Chan wurde 2011 zum Bischof der Diocese of West Kowloon gewählt, am 25. März 2012 geweiht und am 26. März 2012 inthronisiert. Danach diente er als Generalsekretär der General Synod of the Sheng Kung Hui und beteiligte sich an mehreren Diözesan- und Provinzialausschüssen. Er ist Vorsitzender des Diocesan Worship Committee und der Hong Kong Sheng Kung Hui Primary School Council, Honorary Secretary des Provincial Standing Committee und SKH Executive Committee, sowie Mitglied des Provincial Finance Board, der Provincial Constitution and Canon Commission, der Liturgical Commission, der Theological Education Commission, des Diocesan Standing Committee und des Diocesan Constitution and Canon Committee.
Im Oktober 2012 wurde Chan zum Sarum Canon ernannt, einem Ehrentitel des Salisbury Cathedrals College of Canons. Im März 2013 wurde er Honorary Fellow der Education University of Hong Kong.
Am 18. Oktober 2020 wurde der Bischof als Erzbischof der Hong Kong Sheng Kung Hui gewählt, in Nachfolge von Paul Kwong. Chan wurde am 3. Januar 2021 als Primas eingesetzt.